# コンスタンツァ
コンスタンツァ（ルーマニア語: Constanța、ギリシア語: Κωνστάντια / Constantia、トルコ語: Köstence、ブルガリア語: Кюстенджа）は、ルーマニアの都市でコンスタンツァ県の県都である。2002年における人口は約31万人。

## 歴史
紀元前7世紀にギリシア人によって建てられた植民市であるトミスが、コンスタンツァの起源となった。
古代ローマ帝国の時代に、アウグストゥスの怒りをかった詩人のオウィディウスが、この地に追放された。4世紀、コンスタンティヌス1世が妹の名にちなんでコンスタンツァと改称し、大規模な街の改築を推進した。
1413年、オスマン帝国の支配下に入ると、街は衰退へとむかった。
1878年、露土戦争をめぐり国際関係が紛糾することを懸念したドイツのオットー・フォン・ビスマルクによって開催されたベルリン会議において、ドブロジャ地方北部（コンスタンツァを含む）がルーマニアに帰属することが認められた。その後はルーマニアの統治下で港湾都市として繁栄を取り戻していった。
1940年6月26日、ソ連政府はルーマニアに対して領土の割譲などを要求する最後通牒を発出。この中にはコンスタンツァ港の支配権も含まれていた。

## 人口
2022年調査によれば、コンスタンツァ市人口は310,471人であった。2006年の調査では、国内第4位の都市とされている。2007年には国内第5位の人口である。コンスタンツァと周辺町村の定住人口は487,000人であり、県人口の65%を占めている。また、観光期の最盛期には、観光客や季節労働者の出入が激しく、一日平均120,000人の人口が動く。
| 民族         | 1853          | 1895          | 1913           | 2002            |
| ------------ | ------------- | ------------- | -------------- | --------------- |
| 合計         | 5,204         | 10,419        | 27,201         | 310,471         |
| ルーマニア人 | 279 (5.4%)    | 2,519 (24.1%) | 15,663 (57.6%) | 286,332 (92.2%) |
| タタール人   | 1,853 (35.6%) | 2,202 (21.1%) | 277 (1%)       | 8,724 (2.8%)    |
| トルコ人     | 104 (2.0%)    | 2,202 (21.1%) | 2,451 (9%)     | 9,018 (2.9%)    |
| ギリシャ人   | 1,542 (29.6%) | 2,460 (23.6%) | 3,170 (11.6%)  | 546 (0.17%)     |
| ブルガリア人 | 342 (6.5%)    | 1,060 (10.1%) | 940 (3.4%)     | 48 (0.01%)      |
| ユダヤ人     | 344 (6.6%)    | 855 (8.2%)    | 1,266 (4.6%)   | 44 (0.01%)      |
| ロマ人       | 127 (2.4%)    | n/a           | n/a            | 2,962 (0.95%)   |

## 地勢・産業
ルーマニア東南部、黒海沿岸に位置するルーマニア最大の港湾都市。都のブカレストは約200キロメートル西。ブルガリアとの国境が約50キロメートル南、ウクライナとの国境が約50キロメートルほど北に位置している。
コンスタンツァと首都ブカレスト間の約225キロメートルにわたる鉄道は、2009年現在、欧州連合と日本の国際援助による改良工事が進められており、大幅な輸送力の増強が見込まれている。コンスタンツァは、港湾の再開発と合わせ、貨物の中継基地として位置づけが強化されるものと考えられている。

## コンスタンツァ出身の人物
- カタリナ・ポノル - 体操選手
- シモナ・アマナール - 体操選手
- アンドレイ・パベル - テニス選手
- シモナ・ハレプ - テニス選手
- アレクサンドラ・スタン - 歌手
- セバスチャン・スタン - アメリカの俳優

## 姉妹都市
| - 上海（中国） - 横浜市（日本） - ロッテルダム（オランダ） - サントス市（ブラジル） - モービル（アメリカ合衆国アラバマ州） - ハバナ（キューバ） - オデッサ（ウクライナ） - ブレスト（フランス） - ブローニュ＝シュル＝メール（フランス） - ノヴォロシースク（ロシア） - ドブリチ（ブルガリア） | - イスタンブール（トルコ） - イズミル（トルコ） - トゥルク（フィンランド） - テッサロニキ（ギリシャ） - ヘラクリオン（ギリシャ） - スルモーナ（イタリア） - ペルージャ（イタリア） - トラーパニ（イタリア） - アレクサンドリア（エジプト） - シドン（レバノン） - ラタキア（シリア） |